# Mora (1868)
El lugre Mora fue un buque de la Armada Argentina que prestó servicios durante la Guerra de la Triple Alianza.

## Historia
Buque mercante de matrícula italiana, fue adquirido por el gobierno de la República Argentina en 1868 en la suma de $ 5000 para ser utilizado como pontón carbonero durante la Guerra de la Triple Alianza.
Se trataba de un lugre de casco de madera, de 89 m de eslora, 10.35 de manga, 6 de puntal, un calado de 4.5 m y 1000 t de desplazamiento. Era tripulada por 20 hombres (comandante, primer oficial y 18 marineros) y montaba un cañón de hierro de a 4.
Sin comando militar, al mando del capitán Natalio Castro, fue fondeado en la rada exterior del puerto de la ciudad de Buenos Aires para recibir el carbón (importado principalmente de Cardiff) y distribuirlo a los vapores de la escuadra en operaciones, que afectados fundamentalmente a tareas logísticas arribaban a Buenos Aires con heridos y partían al frente con pertrechos y refuerzos.
Finalizada la guerra continuó en funciones similares al mando del capitán de marina Lorenzo Villarino hasta que desatada la epidemia de fiebre amarilla en Buenos Aires fue destinado estacionario en aguas de la isla Martín García como buque de cuarentena dependiente del Departamento de Sanidad. En esa tarea tuvo 84 muertos a bordo.
En 1872, ya sin armamento, volvió a encargarse del pontón Natalio Castro y a partir de 1873 el capitán Lorenzo Righini. A partir de 1875 dejó de tener uso para la Armada y fue trasladado a Ensenada de Barragán, donde para 1878 continuaba en total estado de abandono, última referencia a este buque.